# Robyn Meagher
Robyn Meagher, född 17 juni 1967, är en friidrottare från Kanada. Hon deltog vid olympiska sommarspelen 1992 och olympiska sommarspelen 1996.